# Paddy O'Brian
Pour les articles homonymes, voir Paddy O'Brien et O'Brian.
Paddy O'Brian (né le 25 mars 1986 à Hackney) est un mannequin érotique et acteur britannique de films pornographiques gay.

## Biographie
Il commence sa carrière en 2011 pour un studio britannique, mais, vite repéré, intègre l'équipe de Falcon Entertainment puis intervient régulièrement dans les productions de Men.com.
Paddy O'Brian est connu pour sa réputation d'hétérosexuel tournant dans des productions gays, dans lesquelles il a toujours le rôle de top ou pénétrant. Il est souvent cité comme exemple de gay for pay. Pour La Voix du X, « une superstar comme le viril et très actif Paddy O’Brian représente bien ce stéréotype du mâle qui aime [le sexe féminin], mais qui pour une belle somme devient un super étalon viril qui chevauche des passifs ».
En 2022, il apparaît dans le clip vidéo de la chanson Unholy de Sam Smith et Kim Petras.

## Filmographie sélective
- 2011 : Addicted to Cock (Hot Spunks) avec Brice Farmer, Christian Wilde, Dean Monroe
- 2012 : Oh My Godfre (Raging Stallion Studios) de Benjamin Godfre, Chris Ward et Tony DiMarco
- 2012 : Paddy O'Brian's Fucking My Arse (Hot Spunks)
- 2012 : Deep Inside (Falcon Entertainment) de Steve Cruz, avec Dean Monroe, Landon Conrad et Trenton Ducati
- 2012 : Summer Lust de Rony DiMarco, avec Dean Monroe, Jimmy Fanz
- 2013 : Secret Agent (Men.com)
- 2013 : Unzipped (Michael Lucas)
- 2013 : Dark Dreams (UK Naked Men), avec Johnny Hazzard
- 2014 : Prisoner of War (Men.com), avec Allen King, Damien Crosse
- 2014 : Masculine Embrace de Michael Lucas et Adam Killian, avec Damien Crosse, Jean Franko, Jessy Ares, Rafael Alencar
- 2014 : The End (Men.com)
- 2015 : Howl (Men.com), avec Colby Keller, Jessy Ares
- 2015 : Gay of Thrones 2, avec Connor Maguire, Johnny Rapid
- 2016 : Batman v Superman: A Gay XXX Parody, avec Allen King, Damien Crosse, Topher DiMaggio, Trenton Ducati
- 2017 : Sense 8: A Gay XXX Parody
- 2017 : Ex-Machina (Men.com)
- 2018 : Sex Gods, avec François Sagat, Jean Franko, Allen King
- 2020 : Conjuring Dick, avec Alex Mecum, Johnny Rapid, William Seed
- 2024 : Paddy Gets Laid, avec Dean Young, Allen King, Sir Peter

## Récompenses
- PinkX Gay Video Awards 2013 : meilleur actif
- Prowler Porn Awards 2016 : Best British Stud[6]
- Prowler Porn Awards 2019 : Best European Top[7]